# 42 Pułk Piechoty (Imperium Rosyjskie)

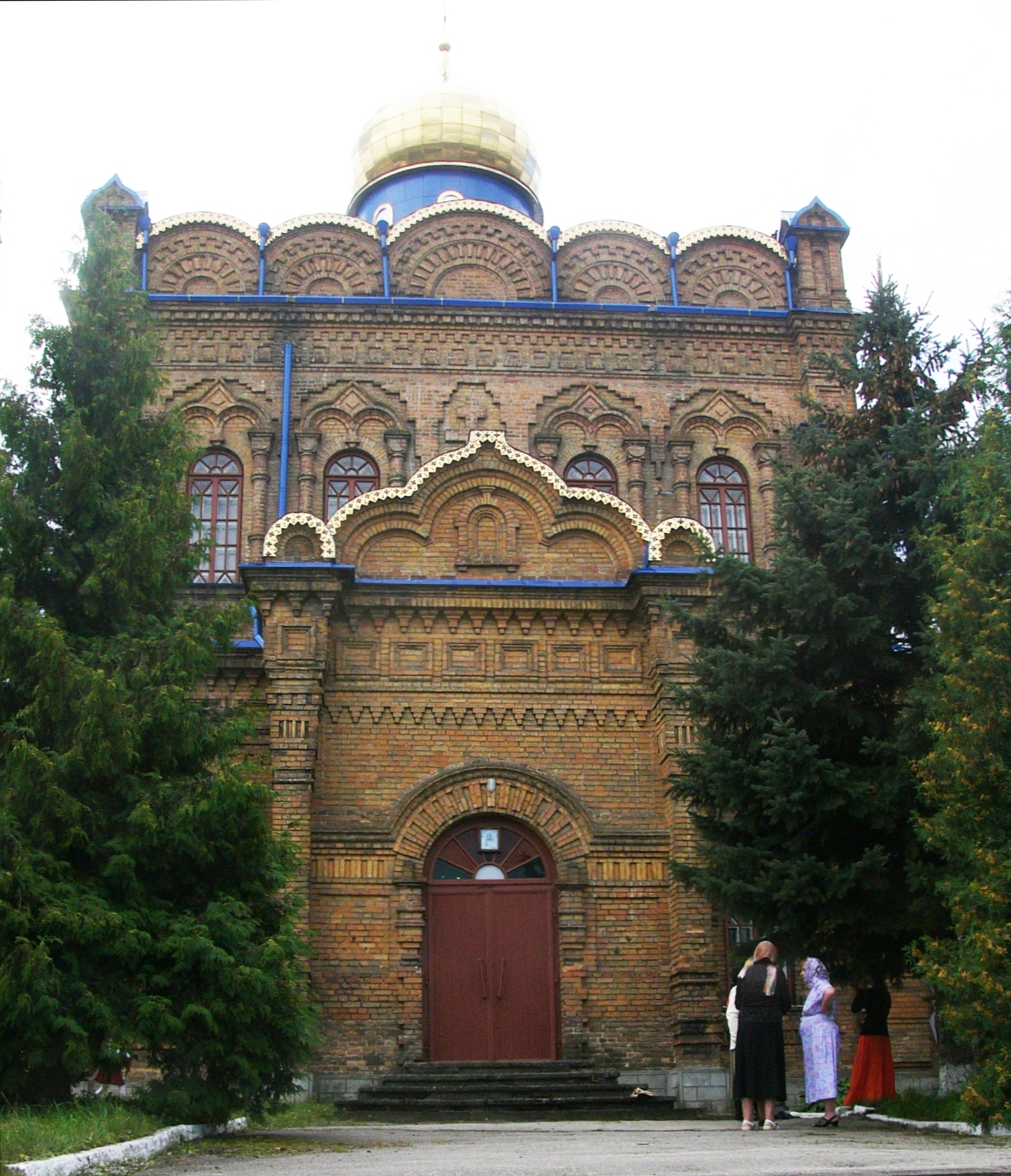
Cerkiew pułkowa w Krzemieńcu

42 Jakucki pułk piechoty (ros. 42-й пехотный Яку́тский полк) – oddział piechoty okresu Imperium Rosyjskiego.

## Charakterystyka
Sformowany w 1806. Stacjonował między innymi w Krzemieńcu. Nosił nazwy: Jakucki pp (1811–1864).

 W przededniu I wojny światowej pułk etatowo posiadał cztery bataliony po cztery kompanie oraz kompanię tyłową. Kompania piechoty czasu wojny liczyła około 240 żołnierzy i 4–5 oficerów. Na szczeblu pułku występował także pododdział karabinów maszynowych (8 km), łączności (w tym 14 konnych gońców i 21 telefonistów) i zwiadowczy (64 zwiadowców, w tym 4 kolarzy). W sumie pułk liczył około 4000 żołnierzy.
Rozformowany w 1918.

## Podporządkowanie
Lipiec 1914:
- 11 Korpus Armijny – Równe[8]
  - 11 Dywizja Piechoty – Łuck
    - 1 Brygada Piechoty – Krzemieniec
      - 42 Jakucki pułk piechoty – Krzemieniec